# Rhys ap Gruffydd († 1256)
Rhys ap Gruffydd (auch Rhys ap Gruffudd; † 1256) war ein walisischer Lord von Senghenydd. 

## Herkunft
Rhys war ein Sohn von Gruffudd ab Ifor, dem walisischen Lord von Senghenydd, einer walisischen Herrschaft unter englischer Oberherrschaft im Bergland von Glamorgan. Nach dem Tod seines Vaters 1210 übernahm er die Herrschaft in Senghenydd. Sein jüngerer Bruder Gruffudd Bychan erbte die in den Hügeln westlich von Cardiff gelegenen Besitzungen ihres Vaters, deren Zentrum Beganston bei Leckwith war. Rhys behielt aber die Oberherrschaft über die Besitzungen seines Bruders. Gruffudd Bychan heiratete eine Tochter des anglonormannischen Ritters Roger Sturmi, die als Mitgift Besitzungen in Stormy Down bei Kenfig in die Ehe brachte. Gruffudd Bychan wurde durch diese Heirat ein Adliger des Küstenbereichs von Glamorgan. Er starb 1234 und hinterließ acht Söhne, die ihren Onkel Rhys ap Gruffudd weiterhin als Oberherrn anerkannten. 

## Rolle während der Rebellion von Richard Marshal
Während der Herrschaft von Gilbert de Clare, Lord of Glamorgan und Earl of Gloucester  verhielt sich Rhys weitgehend loyal gegenüber seinen Oberherrn. Nachdem Gilbert de Clare jedoch 1230 gestorben und sein Erbe Richard de Clare noch minderjährig war, fiel Glamorgan zunächst unter die Minderjährigkeitsverwaltung von Hubert de Burgh und im September 1232 an Peter de Rivallis. Damit sah Rhys wie die benachbarten Lords Hywel ap Maredudd von Meisgyn und Morgan ap Hywel von Machen sein Treueverhältnis als beendet an. Er unterstützte 1233 Richard Marshal, 3. Earl of Pembroke bei dessen vergeblichen Rebellion gegen den englischen König Heinrich III. Mit Unterstützung der walisischen Lords konnte  Marshal Glamorgan besetzen, was zu der ungewöhnlichen Situation führte, dass Rhys ap Gruffydd und die anderen walisischen Lords von Glamorgan Verbündete des Anglonormannen Richard Marshal wurden. Marshal versprach den Walisern zur Belohnung Teile von Glamorgan. Als die Rebellion 1234 scheiterte, verlangte Richard Siward, der neue Verwalter von Glamorgan, diese Gebiete zurück. Wie die anderen Waliser weigerte sich Rhys ap Gruffydd zunächst, diese Gebiete zurückzugeben, bis Llywelyn ab Iorwerth, der mächtige walisische Fürst von Gwynedd, selbst von Rhys ap Gruffydd verlangte, die Gebiete zurückzugeben.

## Konflikt mit Gilbert de Turberville und späteres Leben
In den nächsten Jahren dehnte Llywelyn ab Iorwerth seinen Einfluss weiter nach Südostwales aus. Entgegen dem ausdrücklichen Verbot des Königs gehörte Rhys ap Gruffydd vermutlich zu den walisischen Fürsten, die Llywelyns Sohn und designierten Erben Dafydd 1238 in Strata Florida Abbey die Treue schworen. 1242 unterstützte Rhys seinen Nachbarn und Verwandten Hywel ap Maredudd von Meisgyn im Kampf gegen den anglonormannischen Adligen Gilbert III de Turberville. Richard de Clare, der inzwischen die Herrschaft in Glamorgan übernommen hatte, gelang es 1242, einen Waffenstillstand zu vermitteln, nach dem der Streit mit Turberville vor Gericht in Cardiff entschieden wurde. Nachdem Clare bis 1246 Hywel ap Maredudd vertrieben und dessen Land besetzt hatte, blieb Rhys ap Gruffydd bis zu seinem Tod ein loyaler Gefolgsmann von Clare. Sein Nachfolger wurde sein Sohn Gruffydd ap Rhys. 